# Hermopolis Maior
Hermopolis Maior (również Hermopolis Magna; łac. Hermopolitan(us)) – historyczna diecezja, a następnie tytularna stolica biskupia w Kościele rzymskokatolickim, zniesiona w 1949 r.
Hermopolis, zwane też Hermopolis Magna to starożytne miasto w Tebaidzie w Egipcie.

## Biskupi tytularni
| Lp. | Biskup                               | Funkcja                                                                 | Od               | Do                   |
| --- | ------------------------------------ | ----------------------------------------------------------------------- | ---------------- | -------------------- |
| 1   | Luigi Antonio Valdina Cremona        |                                                                         | 23 marca 1729    | 24 października 1758 |
| 2   | Dominik Kiełczewski                  | biskup pomocniczy chełmski                                              | 21 lipca 1760    | 14 lipca 1775        |
| 3   | Bernado Serio                        | biskup pomocniczy Palermo (Włochy)                                      | 9 sierpnia 1802  |                      |
| 4   | Denis-Antoine-Luc de Frayssinous     |                                                                         | 19 kwietnia 1822 | 12 grudnia 1841      |
| 5   | Antoni Melchior Fijałkowski          | biskup pomocniczy płocki                                                | 27 stycznia 1842 | 18 września 1856     |
| 6   | Agostino Franco                      | ordynariusz dla wiernych obrządku italo-albańskiego na Sycylii (Włochy) | 25 czerwca 1858  | 1877                 |
| 7   | Charles-Bonaventure-François Theuret | opat-biskup opactwa terytorialnego Saints-Nicholas-et-Benoît (Monako)   | 15 lipca 1878    | 17 marca 1887        |
| 8   | Jan Ignacy Korytkowski               | biskup pomocniczy–nominat archidiecezji gnieźnieńskiej                  | 27 kwietnia 1888 | 14 maja 1888         |
| 9   | Robert Brindle                       | biskup pomocniczy Westminsteru (Wielka Brytania)                        | 29 stycznia 1899 | 6 grudnia 1901       |
| 10  | Juan Benlloch y Vivó                 | administrator apostolski diecezji Solsona (Hiszpania)                   | 16 grudnia 1901  | 6 grudnia 1906       |
| 11  | John Jeremiah Lawler                 | biskup pomocniczy Saint Paul (Minnesota, USA)                           | 8 lutego 1919    | 29 stycznia 1916     |
| 12  | Giorgio Glosauer                     | biskup pomocniczy praski (Czechy)                                       | 7 lipca 1917     | 9 czerwca 1926       |
| 13  | Eduardo José Herberhold OFM          | koadiutor-prałat w diecezji Santarém (Pará, Brazylia)                   | 7 stycznia 1928  | 30 stycznia 1931     |
| 14  | Francesco Fulgenzio Lazzati OFM      | wikariusz apostolski Mogadiszu (Somalia)                                | 14 lipca 1931    | 24 maja 1932         |